# Nieuw antisemitisme
Nieuw antisemitisme is een controversiële term die sinds de tweede helft van de 20ste eeuw gebruikt wordt om een vermeende nieuwe vorm van antisemitisme aan te duiden. Hiermee wordt antisemitisme direct gekoppeld aan de staat Israël. Het idee er achter is dat sinds de oprichting van Israël antisemieten hun Jodenhaat projecteren op het land, gezien als 'Joods collectief'. Vaak wordt er ook mee gesuggereerd dat antisemieten, anders dan bij het 'klassiek antisemitisme', tegenwoordig hun Jodenhaat niet meer openlijk uiten, maar de staat Israël gebruiken om die haat op een versluierde manier tot uitdrukking te brengen. 
Volgens gebruikers van het begrip behelst 'nieuw antisemitisme' ongerechtvaardigde kritiek op Israël, inclusief het demoniseren van de staat, het anders behandelen van de staat dan andere staten en het delegitimeren van de staat. Als bronnen van 'nieuw antisemitisme' zien zij de Arabische wereld, het islamisme, extreemlinks en extreemrechts. 
Door de verbinding met Israël wordt ook antizionisme vaak als een vorm van antisemitisme beschouwd. Nochtans zijn er Joodse bewegingen zoals Pshevorsk die uitgesproken antizionistisch zijn. Ook het boek Vayoel Moshe van Joel Teitelbaum dat binnen de Satmar-beweging ontstond keert zich tegen het zionisme en geeft aan dat antizionisme niet noodzakelijk met antisemitisme moet gelijkgeschakeld worden.
Critici stellen dat het 'nieuw antisemitisme' speciaal is bedacht om als politiek wapen te gebruiken en niets te maken heeft met echt antisemitisme. Gerechtvaardigde kritiek op Israël en het ideologische antizionisme worden volgens hen bewust en ten onrechte gelijkgesteld met antisemitisme. De term is politiek zeer beladen, omdat deze in het Israëlisch-Palestijns conflict gewoonlijk door Israël-supporters wordt gebruikt om tegenstanders te beschuldigen van antisemitisme en zo kritiek op Israël en de meningsvrijheid te smoren. 

## Achtergrond
De term 'nieuw antisemitisme' staat niet los van het debat over het Israëlisch-Palestijns conflict. Na de Zesdaagse Oorlog van 1967 veranderde het beeld van Israël als de voortdurend door omringende vijandige staten in zijn bestaan bedreigde underdog, in dat van een onverzoenlijke expanderende bezettingsmacht. Na de Jom Kipoer-oorlog van 1973 nam de internationale kritiek verder toe. In 1975 werd zionisme in VN-resolutie 3379 tot een vorm van racisme en rassendiscriminatie verklaard. Israël en zijn achterban lanceerden de term 'nieuw antisemitisme', die synoniem werd met antizionisme.
Met de afsluiting van de Camp David-akkoorden van 1978 en in 1993 het Oslo-I-akkoord kwam het 'vredesproces' op de voorgrond te staan. In 1991 werd ook Resolutie 3379 ingetrokken ten behoeve van het vredesproces. Na het (definitief) mislukken van het Oslo-proces, Nine-eleven en het uitbreken van de Tweede Intifada kwam er een revival van het gebruik van de term, maar nu in de bredere betekenis van alles wat voor de Israëllobby anti-Israël was. De in 2005 opgerichte BDS-beweging werd eveneens doelwit van de term.

## Historie

### 20ste eeuw
In de 1970er jaren kwam de term 'nieuw antisemitisme' in zwang in de losse betekenis van vormen van kritiek en vijandigheid jegens Israël. Meer specifiek werd het in twijfel trekken van de legitimiteit van de Joodse staat – tegenwoordig aangeduid als 'delegitimering van Israël' – onder dit begrip geplaatst. In 1973 gebruikte de Israëlische minister Abba Eban de term 'nieuw antisemitisme' in een speech voor het American Jewish Congress om antizionisme gelijk te stellen met antisemitisme. Hij verbond dit met "het nieuwe links" in de politiek en met alle fundamentele vijanden van Israël (all the basic enemies), en ontkenning door het antizionisme van het recht op Joodse nationale soevereiniteit. 
Volgens Antony Lerman was een van de hoofdmotieven voor de creatie van de term de beruchte VN-resolutie 3379 (1975), die formuleerde dat zionisme een vorm van racisme is. Een week vóór de aanname van Resolutie 3379 herhaalde Eban dat antizionisme door ontkenning van de Joodse staat antisemitisch is. In de VS was het met name de Anti-Defamation League (ADL) die de term 'nieuw antisemitisme' promootte. In 1974 publiceerde de ADL er een heel boek over.
Terwijl de internationale kritiek op Israël groeide, begonnen Joodse organisaties en academici een coalitie te vormen die de discussie toenemend in een politieke en ideologische richting dreef, daarbij steeds meer antizionisme koppelend aan antisemitisme. De Israëlische regering speelde daarin een sleutelrol met de oprichting van een "Monitoring Forum on Antisemitism" eind 1980er jaren. Volgens Lerman wilde Israël hiermee overwicht bereiken van Joodse groepen in de diaspora bij de monitoring en bestrijding van antisemitisme. Een van de doelen zou zijn om door het produceren van problematische data over antisemitisme de immigratie naar Israël te bevorderen. Deze politiek werd verlaten door Yitzhak Rabin, toen de Oslo-akkoorden uitzicht op vrede leken te geven. Lerman schreef dat de regering de Mossad opdracht gaf tot monitoring en bestrijding van antisemitisme, die vervolgens het Institute of Jewish Affairs, waarvan Lerman directeur was, verzocht te stoppen met het publiceren van onafhankelijke cijfers.

### 21ste eeuw
Begin 21ste eeuw, na het mislukken van het vredesproces rond de Oslo-akkoorden en het uitbreken van de Tweede Intifada, verscheen er een vloed aan artikelen en boeken over 'nieuw antisemitisme'. Het centrale thema was antizionisme en de belastering van Israël.
De Israëllobby ging het begrip steeds meer als ideologisch werktuig hanteren. Na Nine-eleven in 2001 werd het conflict gedefinieerd als een religieus conflict en kreeg Israël een regering die de staat een meer exclusief Joods karakter begon te geven door middel van antidemocratische wetgeving onder het mom van veiligheid. De regering dreef steeds meer af richting extreemrechts, benadrukte het gezamenlijke lot van Israël en de Joden in de diaspora en claimde het leiderschap in de kwestie van het antisemitisme. Zoals in het klassieke antisemitisme Joden in de diaspora rechten werd ontzegd, werd volgens de gebruikers van de term in het 'nieuw antisemitisme' Israël 'de collectieve Jood onder de naties' en zou het een ontkenning zijn van, of een aanval op het recht van 'het Joodse volk' als gelijkwaardige natie onder de naties.

#### Invloed van Natan Sharansky, de "3D-test"
Minister Natan Sharansky populariseerde de term 'nieuw antisemitisme'. In 2003 richtte Sharansky samen met Joodse organisaties het halfjaarlijkse "Global Forum Against Anti-Semitism" (GFAA) op. In januari 2004 stelde dit Forum in een eindverklaring kritiek op Israël en zionisme volgens een "dubbele standaard", demoniserend of "het fundamentele bestaansrecht ontkennend" gelijk aan antisemitisme, precies zoals dat in 2005 in de werkdefinitie van antisemitisme zou worden geformuleerd. Het ging gepaard met een verwijzing naar Palestijnse Jodenhaat en terrorisme – mede te danken aan "de onverschilligheid van de wereld voor deze daden van [Palestijns] geweld tegen Joden en Israeli's" – en waarschuwend voor de "onheilspellende en escalerende verspreiding van radicaal islamistisch en Arabisch antisemitisme" in het Westen. Het Forum riep op tot een joods-christelijke samenwerking hiertegen, samen met andere religies. Het Forum wilde ook bij de OSCE gaan lobbyen en mensenrechtenorganisaties aanspreken om het onderwerp antisemitisme meer op de kaart te zetten.
Sharansky definieerde 'nieuw antisemitisme' eenduidig als antisemitisme dat is gericht op de Joodse staat ("new anti-Semitism" is aimed at the Jewish state.). Als minister voor bestrijding van antisemitisme propageerde hij in 2004 een door hem verzonnen zogenaamde "3D-test voor antisemitisme", waarin je aan de hand van de trefwoorden Demonisering, Dubbele standaards en Delegitimatie 'nieuw antisemitisme' zou kunnen onderscheiden van legitieme kritiek op Israël. Hij stelde dat 'nieuw antisemitisme' lastig is bloot te leggen, omdat dit "onder een vernisje van legitieme kritiek op Israël" kan zijn verborgen en zelfs kan worden aangevoerd in naam van onbetwistbare waarden als mensenrechten.
Onder Demonisering verstaat Sharansky het demoniseren van de staat Israël, door diens acties "tot buiten redelijke proporties op te blazen" door vergelijking met bijvoorbeeld de nazi's en Auschwitz. Dubbele standaards heeft betrekking op selectieve kritiek op Israël die niet op andere staten wordt toegepast. Onder Delegitimatie verstaat hij "het ontkennen van Israëls fundamentele bestaansrecht", als enige volk in de wereld. Dit werd gekoppeld aan "een constante en groeiende stroom van antisemitische en genocidale propaganda uit de Arabische en moslimwereld" en opnieuw legde hij een direct verband met de laksheid van de rest van de wereld in diens reacties. De "3D's" zijn geïntegreerd in de werkdefinitie van antisemitisme, die begin 2005 werd gepubliceerd en in 2016 opnieuw werd geïntroduceerd als de IHRA-definitie. De introductie van zowel de "3D-test" als de "werkdefinitie van antisemitisme" moet worden gezien in de context van de Tweede Intifada.